# Хлеб (картина Яблонской)
«Хлеб» (укр. «Хліб») — одна из наиболее известных картин украинской советской художницы Татьяны Яблонской, созданная в 1949 году, за которую ей в 1950 году была присуждена Сталинская премия II степени. Картина также экспонировалась на многих крупных международных выставках и была награждена бронзовой медалью Всемирной выставки 1958 года в Брюсселе.
В работе над полотном художница использовала наброски, сделанные летом 1948 года в одном из наиболее благополучных колхозов Советской Украины — колхозе имени В. И. Ленина Чемеровецкого района Каменец-Подольской области, в котором в то время было одиннадцать Героев Социалистического Труда. Яблонская была восхищена масштабами сельскохозяйственных работ и людьми, которые там трудились. Советские искусствоведы отмечали, что Яблонская изобразила на своей картине «новых людей», которые могут существовать только в социалистическом государстве, — это настоящие хозяева своей жизни, которые по-новому воспринимают свою жизнь и деятельность. Произведение было задумано и создано художницей как «обобщённый образ радостной, свободной творческой работы». Большое внимание уделяет картине «Хлеб» современное украинское искусствознание. По мнению Марка Дюпети (псевдоним кандидата искусствоведения Остапа Ковальчука), эта картина стала для своего времени программным произведением и образцом украинской реалистической живописи XX столетия.
Картина Татьяны Яблонской в 1967 году была представлена на советской почтовой марке и много раз — на почтовых открытках. Её используют в образовательной и воспитательной работе учебники и учебные пособия для средней школы, вышедшие в независимых государствах, образовавшихся в результате распада СССР.

## Сюжет картины
Горизонт и небо закрыты огромной скирдой соломы, похожей на театральный занавес. Только в правом верхнем углу художницей оставлен просвет. Одна из девушек на переднем плане, склонившись, завязывает мешок, вторая — энергичным жестом руки засучивает рукав, чтобы вновь взяться за работу. Голова девушки, которая склонилась над мешком, обращена вправо. Эта девушка на эскизе к картине стояла спереди, сгребая зерно, но в окончательном варианте она, склоняясь над мешком, подняла голову и переговаривается с теми, что стоят позади, взяв тем самым на себя роль, которую в более ранней версии играл другой персонаж на переднем плане.
В центре композиции среди группы колхозниц изображена девушка, на короткое время отвлёкшаяся от работы. Закатывая рукав рубашки, она смотрит на зрителей весело, с лукавой улыбкой. Обнажённая рука девушки направлена вправо. Это движение подчёркнуто также направлением черенка лопаты, воткнутой в зерно. Таким образом художница перемещает взгляд зрителя от фигур первого плана вглубь картины, где кипит работа: идёт молотьба, и на украшенные красными полотнищами машины грузят зерно. Остальные женщины — в белых рубашках, с платками на волосах и в подоткнутых разноцветных широких юбках — заняты своей работой. Их фигуры представлены в живом и выразительном движении, они скомпонованы художницей в живописные и в то же время естественные группы.
На борту одного из грузовиков на заднем плане — красное полотнище с лозунгом «Хлеб — сила и богатство нашего государства», но он практически не читается, так как закрыт двумя фигурами колхозников. Татьяна Яблонская изобразила женщин в традиционных украинских юбках («типичные украинские „рясні спідниці“, с „широкою лиштвою“», по выражению самой художницы) вместо рабочей одежды, которую носили реальные колхозницы («узкие модные „городские“ юбки»). На мешке с зерном на переднем плане в левом нижнем углу стоит маркировка на украинском языке «Колхоз им. Ленина с. Летава» и дата — 1949 год (а не 1948-й, когда Яблонская со студентами на самом деле работала в Летаве).
На эскизе автомашины, изображённые на втором плане, двигались влево. Развернув машины вправо по линии основного движения, в направлении руки центральной фигуры, Яблонская добилась единства движения, пронизывающего всю композицию от первого и до заднего плана. Единое движение, которое проходит через всю картину, не ограничено краями полотна. За его боковыми срезами зритель ощущает большую массу колхозников и колхозниц, которые также работают на току, но оказались за пределами холста. Картина при этом не выглядит как случайно выхваченный из фильма кадр. Напротив, её композиционное решение подчинено чёткому и строгому плану.

## История создания и судьба картины
В 1947 году на IX Украинской художественной выставке были показаны картины Яблонской «Перед стартом» (холст, масло, 200 × 120 см, 1947 год, Национальный художественный музей Украины, Киев), которая к этому времени была удостоена почётной премии Академии художеств, и «Вечер на Днепре». Они подверглись острой критике. Художница была расстроена прозвучавшими в её адрес упрёками в импрессионизме. Она писала позже, что сначала обвинения задевали её, а затем показались справедливыми. Сама Яблонская признала себя «повинной» в импрессионизме. В 1948 году, будучи в Летаве со своими студентами на летней практике (практика продолжалась целых четыре месяца — с мая по сентябрь) и наблюдая за трудом колхозниц, она поняла, что всё прежде сделанное ею в искусстве «никуда не годится». Художница теперь хотела от искусства иного — «большей активности, более непосредственного, видимого вторжения в жизнь». Она побывала со студентами в поле во время уборки урожая, на всех трёх токах, принадлежавших колхозу, на свекловичных плантациях во время прополки, на птицеферме, свиноферме, в колхозной столовой и парикмахерской. Художница отметила для себя, что «основную тяжесть работы в колхозе приходилось тогда нести женщинам». Она была потрясена размахом сельскохозяйственных работ и лично познакомилась с рядовыми работницами и председателем колхоза — дважды Героем Социалистического Труда Давидом Бойко. Кандидат искусствоведения Леонид Владич в книге о творчестве художницы, изданной на украинском языке, отмечал, что всё это вызвало глубокий перелом в мировоззрении художницы и в её творческом методе.

### Архивные документы и этапы работы художницы над полотном
Работу художницы над картиной освещают хранящиеся в отделе рукописей Третьяковской галереи три письма Татьяны Яблонской художнику Якову Ромасу (март 1950 года), четыре письма Марине Гриценко, оргсекретарю Союза художников СССР (три из них датированы началом 1950 года, а одно — мартом 1955-го), и два письма Анне Галушкиной, возглавлявшей в Государственной Третьяковской галерее Отдел советской живописи и графики (1963 год), а также более поздние тексты художницы. В 1957 году Татьяна Яблонская опубликовала воспоминания о работе над полотном «Хлеб» в сборнике «Из творческого опыта».
Леонид Владич выделял два этапа работы Татьяны Яблонской над картиной — 1) накопление этюдного материала и 2) работа над эскизами и полотном в мастерской. Тем не менее искусствовед считал, что они органично соединились в единый творческий процесс, основой которого было глубокое изучение жизни.

### Работа над плакатом о красоте труда
Искусствоведы Лидия Попова и Владимир Цельтнер в своей книге рассказывали, что значительное влияние на художницу во время работы над картиной оказал плакат Иосифа Серебряного «А ну-ка взяли!». Он был опубликован в государственном издательстве «Искусство» в 1943 году (техника — цветная литография, размер — 59,5 × 87,5 см). Татьяна Яблонская мечтала сама создать плакат, который воспринимался бы зрителями как «ясно слышимый призыв». Работа художницы над плакатом, по утверждению этих искусствоведов, не была завершена, создан был только акварельный эскиз: на заднем плане на машины грузят намолоченный хлеб, а впереди, обернувшись лицом к зрителям, «что-то говорит колхозница», улыбаясь и засучивая рукав. В этом эскизе впервые воплотилась пластическая мысль, которая волновала Яблонскую в это время. Плакат должен был звать на колхозные поля, где разгоралась битва за хлеб. Он должен был стать утверждением красоты труда — художница стремилась не описывать молотьбу, а доказывать, что сам труд прекрасен. Другую версию сообщают Марк Дюпети (псевдоним кандидата искусствоведения Остапа Ковальчука) и Леонид Владич (последний приводит в подтверждение свидетельство самой Яблонской): Яблонская получила заказ на создание плаката о мирном труде. Художница изобразила девушку, которая закатывает рукава, чтобы взяться за работу, но издательство отклонило этот вариант. Плакат так и не был опубликован.
Сама художница рассказывала о своей работе над плакатом так: «Работа над плакатом меня увлекла, я сделала несколько эскизов, но ни один из них издательству не понравился. Приспосабливаться ко вкусу редактора мне не захотелось, и плакат так и остался в эскизе». Яблонская называла имя девушки, которая позировала ей для плаката, — Галя Невчас (Курильцева утверждала, что Невчас позировала художнице не для плаката, а для картины), но делала замечание, что характером героиня картины напоминала «бедовую Тоню Николину». Известно, что позирование заняло три дня и продолжалось шесть сеансов. Советский искусствовед Валентина Курильцева же утверждала, что «этюдный портрет Тони Николиной с характерным, живым лицом украинской колхозницы стал прообразом главной центральной фигуры композиции».
Одного из женских персонажей своего несостоявшегося плаката художница позаимствовала для картины «Хлеб», где он стал центром полотна. Примечательно, что его нет ни на одном из эскизов к картине. Первоначально колхозница, находившаяся посреди холста, держала в руках лопату, а её голова была повёрнута направо в глубь картины. Женщина словно беседовала с подругами. В окончательном варианте она воткнула лопату в зерно у своих ног и, засучивая рукав, с улыбкой повернула голову к зрителям. Леонид Владич, ссылаясь на саму художницу, утверждал, что положение тела центрального персонажа картины посоветовал ей кто-то из знакомых художников, который увидел эскиз плаката. Яблонской предложение сначала показалось абсурдным из-за чрезмерной «плакатности» образа, что могло «обеднить» картину. Она утверждала, что только когда натурщица «хорошо стала, весело обратив ко мне лицо», она поняла, что это именно то, что искала. Именно этот персонаж, позаимствованный с плаката, «весело и задорно» глядя на зрителя и демонстрируя «большое человеческое счастье», характерное для сельскохозяйственного труда при всей его тяжести, придаёт, по мнению Лидии Поповой и Владимира Цельтнера, картине интонацию призыва разделить это счастье. Фигура колхозницы разрушает грань между пространством воображаемым, существующим в картине, и пространством реальным, в котором находится зритель.

### Возникновение замысла картины
Советский искусствовед и художник Марк Эпштейн утверждал, что Яблонская написала «Хлеб» к Всесоюзной художественной выставке 1949 года. По словам советского искусствоведа Бориса Никифорова, замысел картины родился у художницы, когда она наблюдала работу колхозниц на току. Подтверждала это в своих воспоминаниях и сама художница: «Когда началась уборка, и я попала на огромный колхозный ток, то поняла, что именно здесь найду свой сюжет и смогу, может быть, выразить то, что меня переполняло… Это был, так сказать, кульминационный период моего пребывания в колхозе. Здесь-то и зародился уже конкретный замысел картины».
О начале работы над замыслом своей новой картины Татьяна Яблонская рассказывала:

«Летом 1948 года мне довелось работать в одном из колхозов Советской Украины — орденоносном колхозе имени Ленина Чемеровецкого района Каменец-Подольской области, который насчитывает в своём составе одиннадцать Героев Социалистического Труда; 200 членов колхоза награждено орденами и медалями. Меня поразил могучий размах работ, дружный, радостный труд людей колхозного села. Я там ясно ощутила, насколько наше искусство в долгу перед нашим великим народом и как оно ещё слабо отражает величие и благородство советского человека, размах социалистического преобразования страны».— Лидия Попова, Владимир Цельтнер. Т. Яблонская
Колхоз имени Ленина в Летаве считался богатым: там были универмаг, клуб и школа-десятилетка, существовали условия для занятий спортом, шахматами, одна электростанция уже действовала, вторую строили именно в 1948 году, когда здесь побывала художница, была также школа-семилетка, духовой оркестр, магазин, выстроенный в конструктивистском стиле. Широко был известен любительский колхозный хор «Ланка». Это не был типичный послевоенный колхоз. Он славился как передовой, а во время первой послевоенной пятилетки (1946—1950) стал известен на всю страну благодаря высоким урожаям пшеницы и свёклы. В селе Летава одиннадцать крестьян-ударников только в 1947 году были отмечены званием Героя Социалистического Труда. Достижения таких образцовых колхозов представлялись пропагандой как типичные и достойные подражания.
За четыре месяца в колхозе имени Ленина Татьяна Яблонская сделала около 300 рисунков и этюдов к будущей картине, искала как композицию полотна, так и типажи для него. Художник Анна Щербиня и искусствовед Анита Немет в дискуссии, посвящённой наброскам художницы к картине «Хлеб», обращали внимание на «автоматизм» (по их выражению) создания Яблонской эскизов, определяемый отсутствием на тот момент окончательного замысла полотна. Сама Яблонская рассказывала, что до этого не увлекалась рисунком, а теперь «рисовала просто „запоем“». Когда закончились привезённые из Киева запасы, то стали покупать в местном сельпо обои и рисовать на их обратной стороне, используя выжженный в консервных банках уголь из лозы. По словам художницы, она рисовала не отдельных людей и не детали пейзажей, а целые группы вместе с машинами, мешками, постройками, писала красками меньше, чем рисовала, так как «в рисунках больше сумела почувствовать тему коллективного труда, чем в живописных этюдах» (о сделанных в это время портретных этюдах колхозниц художница отзывалась как о поверхностных, объясняя это тем, что девушкам некогда было позировать). По вечерам Яблонская устраивала со студентами обсуждение сделанных набросков.
Леонид Владич отмечал, что пребывание в Летаве и сделанные там наброски «дали художнице то глубокое и всестороннее знание жизненного материала, без которого немыслимо создание правдивого, реалистичного произведения». Сама Яблонская говорила: «Я хотела, чтобы моя картина звучала, как хорошая народная песня о труде, смотрелась бы как памятник этим людям». В статье, посвящённой своему творчеству, художница писала о картине: «В ней я всей душой пыталась передать чувства, волновавшие меня в колхозе. Я хотела передать радость коллективного труда, наших прекрасных людей, богатство и могущество колхозов, триумф идей Ленина-Сталина в социалистическом переустройстве деревни». Елена Иванченко утверждала, что Яблонская во время создания полотна была «очарована радостью мирного труда, красотой обычного человека, насыщенным цветом, порождённым жарким летним днём уборки урожая».
Достаточно осторожно высказывалась о соотношении сделанных в колхозе набросков и полотна «Хлеб» Валентина Курильцева: «По этим наброскам можно не только получить представление о колхозе, но и почувствовать темп жизни дружного, слаженного коллектива. Это очень талантливые зарисовки, но они не были эскизом будущей картины». Яблонская так рассказывала о завершающем этап работы над набросками событии: «Прежде чем начать работать над композицией, надо было разобраться в сделанном, особенно в рисунках, а их набралось около трёхсот… Принявшись за композицию, я разложила всё нарисованное на току, посмотрела на всё вместе, и этот общий взгляд помог мне живо ощутить не только отдельные сцены, а всю кипучую жизнь тока».

### Работа над картиной
После приезда из Летавы в Киев Татьяна Яблонская начала непосредственную работу над холстом. В ходе работы художница не придерживалась сделанных в Летаве набросков. По мнению искусствоведа Ольги Полянской, хранителя Государственной Третьяковской галереи, в картине нет ни одного портрета реального колхозника. Вместо председателя колхоза Давида Бойко художница изобразила его сумку со вложенной в неё газетой. В Летаве колхозницы носили традиционные для этой местности узкие юбки, персонажей картины художница одела в широкие и пышные. По мнению Дюпети, это дало ей возможность показать красоту ниспадающих складок.
Первые этюды и эскизы слабо напоминали будущую картину. Эскиз «У молотилки» отличает сочная фактурная живопись, элементом которой «стал незакрашенный белый грунтованный картон». Эскиз «Вечер на току» безлюден, на нём присутствуют машины, пустые вёдра и полные мешки. На одном из эскизов действие переносилось вглубь изображения, и все фигуры были обращены спиной к зрителю.
Татьяна Яблонская выделяла несколько этапов работы над композицией полотна. Первоначально — на большом эскизе и уже на самой картине с правой стороны, женщины, в окончательном варианте работающие справа на втором плане, пили воду, принесённую в ведре мальчиком, который оглядывался на работающих впереди. Позже Яблонская отказалась от этого, на её взгляд, избыточно жанрового решения, которое «сужало тему труда». Художница переместила группу с мальчиком на задний план и сместила её из центра в левую сторону, оставив в центре картины только работающих колхозниц. Валентина Курильцева даже определяла направление эволюции представления художницы о своей будущей картине: первоначально Яблонская собиралась создать жанровую картину, но в процессе работы у неё получился обобщённый монументальный образ.
Припоминала Яблонская также, что пришлось поднять «сантиметров на семь-восемь всю первую основную группу, а вместе с ней менять и всё остальное». Только после этого девушка с протянутой рукой, «поднятая немного выше формата холста, этой рукой как бы замыкала, связывала в одно целое все элементы». Первоначально движение машин шло навстречу движению руки основной героини, что нарушало единство композиции и создавало, по словам художницы, лишний смысловой центр с левой стороны картины. Яблонская поменяла направление движения и переместила в связи с этим просвет неба в правый угол полотна.
Яблонская рассказывала, что окончательное решение проблемы композиции полотна пришло неожиданно: «Помню, в один счастливый день какого-то ясновидения я решила резко увеличить и разлить по всему холсту огромный ворох зерна. Хотелось, чтобы хлеб, ради которого и работают эти люди, звучал в картине с большой силой и радостью. Одновременно я сделала зерно гораздо светлее, чтобы оно сверкало на солнце. В этот день появилось название картины „Хлеб“. Оно очень помогло мне в работе и не давало отклониться в сторону». Благодаря этому в картине возникла смысловая, композиционная, цветовая и световая доминанта — отливающая золотом груда зерна. От эскиза к эскизу вширь и ввысь росла соломенная скирда, «закрывая небо и просторы скошенных полей».
В своей статье «Как я работала над картиной „Хлеб“» Яблонская писала, что часть набросков к полотну она сделала уже в Киеве: в своей мастерской, в аудиториях и во внутреннем дворе института. Отдельные фрагменты она попыталась писать прямо в холст с натуры, но результаты такого метода её разочаровали, так как разрушали световое и цветовое единство композиции. Известны эскизы к картине «Девушка, засучивающая рукав», «Девушка, завязывающая мешок», «Улыбающаяся колхозница», этюд головы наклонившейся девушки и многие другие. Яблонская написала их весной и летом 1949 года во дворе Киевского художественного института, у кучи песка, который должен был имитировать зерно, рассыпанное на току в Летаве. Лидия Попова и Владимир Цельтнер считали, что многие из эскизов «живут сами по себе, вне связи с картиной, живут, даже если не знать, что это этюды к хорошей, очень известной картине». Заканчивая работу над картиной, Яблонская написала этюды весов и лопат, торчащих из груды зерна, старую полевую сумку и совок для засыпания зерна в мешок.
Детали композиции Яблонская неоднократно проверяла по натуре. Совок, изображённый на первом плане, она склеила собственными руками из картона, а также сшила маленькие торбочки, чтобы писать их на пленэре. Набитые песком торбочки высотой около 40 см, подкрашенные акварелью для придания сходства с мешковиной, с надписями, сделанными со специально изготовленных трафаретов, были неосторожно оставлены художницей во дворе института. За ночь они были украдены, что не позволило художнице завершить работу с натуры. Художница вспоминала позднее: «Может быть, кому-нибудь покажется, что это мелочи, о которых не стоит говорить. Но я помню, что все они доставляли мне большую радость, если хоть в какой-то степени делали картину более убедительной. Вообще, в творческой работе не может быть, по-моему, мелочей, всё важно». В ходе работы она удалила с переднего плана некоторые жанровые мотивы, например, бочку с водой, оттеснила большинство колхозниц из центра на второй план. Не было в первых вариантах эскизов и мешков на переднем плане, появившихся позже и превратившихся, по мнению Ольги Полянской, в постамент для центральных фигур.
Натурщицы в Киеве не могли позировать долго, находясь в одном и том же положении, к тому же складки на их одежде постоянно менялись. Татьяна Яблонская писала, что выручала её в этих случаях «Сонька» — «так называли в институте старый испорченный манекен женской фигуры с торчащей всюду ватой и дико вывороченными, висящими руками и ногами». Складки удерживались на манекене с помощью подпорок и верёвок. Художница с иронией вспоминала, что эти вспомогательные предметы приводили в ужас случайных посетителей её мастерской.
В период сбора материала Татьяна Яблонская делала зарисовки на току даже ночью при электрическом свете во время молотьбы. Эти листы из альбома 1948 года многократно воспроизводились, но не привлекали серьёзного внимания исследователей. Кандидат искусствоведения Елена Короткевич считала, что именно в них впервые художница заявила о себе как о талантливом мастере рисунка: «Быстрая, бегущая линия этих рисунков была чуткой к объёму, к пространству, к движениям моделей».

### Картина «Хлеб» в собрании Третьяковской галереи
Картина поступила в музей в 1950 году. Она экспонируется в зале № 26 Новой Третьяковки. Техника исполнения картины — масляная живопись по холсту. Размер — 201 × 370 см. Художница представила картину сначала на X Украинской художественной, а затем на Всесоюзной выставке в Москве в ноябре 1949 года. Она писала полотно в маленькой мастерской в Художественном институте, которая находилась под чердаком. Не имея возможности отходить на значительное расстояние от мольберта, чтобы уточнять рисунок издали, она допустила погрешности в изображении перспективы. Когда картину «Хлеб» привезли на выставку в Москву, Яблонская увидела её впервые в большом выставочном зале. Именно в это время она заметила ошибки в изображении перспективы. Художница раздобыла этюдник и краски и за один день переписала те фрагменты композиции, которые её не устраивали. Картина «Хлеб» принесла Татьяне Яблонской первый серьёзный успех. 31 октября, накануне выставки, газета «Культура и жизнь» опубликовала статью А. Киселёва «За социалистический реализм в живописи». В ней Яблонская упоминалась в числе тех художников, на чьих работах сказывалось вредное влияние импрессионизма. Три месяца спустя в обзоре выставок 31 января 1950 года в той же газете тот же А. Киселёв писал о картине «Хлеб»: «Художнице удалось изобразить пафос труда, праздник обильного урожая. Эта работа художницы Т. Яблонской является по сравнению с её ранними произведениями несомненным успехом, движением вперёд».
За картину «Хлеб» художнице была присуждена в 1950 году Сталинская премия II степени в размере 50 000 рублей. Картина Татьяны Яблонской была также награждена бронзовой медалью Всемирной выставки 1958 года в Брюсселе. Она была показана на выставках в Польше, Финляндии и на Биеннале в Венеции в 1956 году, где пользовалась большой популярностью. Елена Иванченко писала об ошеломляющем успехе, который принесла художнице картина «Хлеб».

### Второй вариант полотна
Второй вариант полотна (авторский повтор) был создан для Национального художественного музея Украины в Киеве в 1950 году. Марк Эпштейн утверждал, что в этом варианте картины Яблонская дала более глубокую психологическую характеристику своих героев.
Сама художница в 1957 году вспоминала, что «старалась очень добросовестно сделать его лучше оригинала, внося много изменений и различных деталей, стремясь, чтобы и цвет стал более звучным», «старалась усилить настроение». Среди сделанных изменений в сравнении с оригиналом Яблонская называла:
- изменение типажа главной героини — её лицу она придала «выражение большего задора»;
- улучшение изображения складок одежды;
- были сделаны более «тяжёлыми», по её словам, фигуры на заднем плане и изображённые на картине мешки с зерном.

Художница делала, однако, вывод: «Несмотря на все эти бесспорные улучшения, повторение получилось несравненно слабее оригинала». В новой картине не было ощущения радости труда. Сама художница объясняла это тем, что у неё прошло то увлечение, с которым она работала над оригиналом: «Художественное произведение действует на зрителя тем чувством, которое испытывал автор и в какой-то степени сумел его передать, и ослабление этого чувства лишает эмоционального воздействия произведение, хотя оно и становится, может быть, более реальным, более красивым».

## Автор, искусствоведы и зрители о картине

### Татьяна Яблонская о своей картине
В своей статье «Как я работала над картиной „Хлеб“» художница рассказывала, что пыталась создать монументальный образ, однако она подчёркивала, что не воспринимала монументализм как статичность, плоскостность композиции или схематичность цвета, как это понятие иногда трактуется. Напротив, она мечтала сделать картину «живой, полной движения, звона и солнечного света», но в то же время «устойчивую, сильную и весомую, передающую значительность изображаемого». Этого, по её мнению, можно было добиться за счёт соединения «случайности и свежести момента с ясной простотой и закономерностью композиционного замысла». Фигуры основных персонажей должны были, по выражению художницы, «держать весь холст», а пространство между ними должно было быть «композиционно напряжённым».
Первоначально основная героиня смотрела не прямо на зрителя, а немного в глубину, как бы переговариваясь с работающими справа женщинами. Таким способом художница пыталась соединить своих персонажей в единое целое. Яблонская признавалась, что когда она развернула голову героини в направлении зрителя, то картина сразу выиграла в композиционном отношении — сильнее оказалось выражено оптимистическое настроение, расширилось пространство полотна, а зритель стал как бы участником происходящего на току. Роль же связующего элемента в композиции оказалась доверенной девушке, стоящей впереди основной героини, которая смотрит в направлении других колхозниц.
Художественную ценность картины «Хлеб» Татьяна Яблонская видела «не столько в красоте живописи, сколько в красоте самой жизни, во внутренней красоте людей и их труда». Она признавалась, что ей хотелось видеть её «очень живописной, сочной». Однако Яблонская пыталась добиться того, чтобы, по её словам, «зритель не столько при помощи мажорного звучания красок, сколько благодаря реальному и убедительному показу жизни проникся хотя бы частицей моего восторга перед этими женщинами, перед их красивым трудом», при этом главной опасностью она считала «декоративность» и «плоскостность». Сложность она видела в том, что, хотя наброски она делала осенью, работать над самим полотном приходилось уже зимой — при совершенно другом освещении.
Художница так описывала своё колористическое решение картины: «Основные элементы её — тёмная золотая скирда на фоне, плавящееся на солнце золото пшеницы, прозрачные рефлексы и сверкание света на белых платках и блузках, синяя юбка основной героини, бронзовые загорелые лица и небольшие, но звонкие удары красного в кофте одной из колхозниц и в лозунгах на машинах. Все остальные краски подчинялись этим основным цветам».

### Советские искусствоведы о картине
По мнению советского искусствоведа и художника Марка Эпштейна, автора небольшой брошюры о картине, вышедшей в 1950 году, главное внимание в работе Яблонской уделено человеку как творцу новой жизни. Художница убедительно передала «ритм коллективного, организованного, интенсивного труда». Работа не тяготит колхозниц. Они трудятся бодро, радостно и дружно. Центральный образ картины — молодая жизнерадостная колхозница. Её лицо «с живыми умными глазами… озарено приветливой и немного задорной улыбкой». Фигура девушки полна энергией и силой. Взгляд девушки устремлён вдаль. Светлый и тёплый колорит полотна усиливает оптимистическое настроение. Эпштейн отмечал умелую передачу художницей яркого солнечного света и нежные оттенки в одежде юных колхозниц.
Первый биограф Яблонской Валентина Курильцева и кандидат искусствоведения, профессор МГУ Нина Яворская в книге об искусстве Украинской ССР писали, что Яблонская изобразила на своей картине «новых людей», «которых не может знать ни одна деревня, ни одно несоциалистическое государство. Это хозяева своей жизни, которые совсем по-новому смотрят на свою работу, на свою деятельность, труд их исполнен творческой радости».
Валентина Курильцева отмечала, что название «Хлеб» было детально продумано художницей и отражает сам замысел полотна, говоря о стремлении «воспеть труд советского крестьянства». Искусствовед делала акцент на национальной принадлежности колхозниц: «Художница… показала национальный характер лиц… нашла ту цветовую гамму красок, которая характеризует солнечную природу Украины… не менее привлекает к себе и образ украинской колхозницы, бросающей задорный лукавый взгляд на зрителя». Тем не менее, по мнению Курильцевой, хотя в картине «ярко выражены типы украинских колхозниц, вместе с тем, это образ советского колхозного крестьянства в целом».
Курильцева выделяла в композиции полотна роль центральной группы из трёх колхозниц. По её мнению, именно она «держит всю композицию». Остальные эпизоды большой картины находятся в зависимости от этого композиционного центра. Также она отмечала роль освещения — тень от огромной скирды подчёркивает происходящее на картине, а освещённые солнцем фигуры колхозниц и пшеница на переднем плане составляют контраст этой тени. Различие фактуры поверхности предметов — грубость мешковины, гладкость поверхности молотилок и неровность поверхности массы зерна — по мнению Курильцевой, подчёркивает материальность изображённого и оживляет картину.
Валентина Курильцева противопоставляла фигуры колхозниц в центре переднего плана картины, написанные в сдержанно холодноватом тоне (белые платки и кофточки с голубоватым оттенком, синие юбки с розовато-жёлтыми переходами на складках), и агрессивный цвет второго плана картины: «зеленые грузовики, красное полотнище на борту машины, красная кофта на колхознице, красные веялки, розовато-голубые мешки — всё это окутано дымкой золотистой пыли». Картина строится, по её мнению, на контрастах тёплых и холодных тонов. Как недостаток Курильцева выделяла плоскостность и недостаточную проработанность «отдельных кусков холста» (в тех местах, где изображено зерно).
Курильцева обращала внимание, что художница в 1949 году работала одновременно над двумя полотнами — «Хлеб» и «В парке» (холст, масло, Харьковский художественный музей). В монументальном «Хлебе» «воплощён пафос коллективного труда», а в картине «В парке» Яблонская изобразила «спокойную мирную жизнь матерей, берегущих здоровье своих детей».
Советский искусствовед Олег Сопоцинский считал, что картины на деревенские темы Татьяны Яблонской близки творчеству другого советского живописца — Аркадия Пластова — своим «оптимизмом, радостным отношением к окружающему». Полотно «Хлеб» он считал лучшей работой художницы:

В солнечном золотистом колорите этого полотна, в исполненных здоровья и молодого задора образах девушек, ссыпающих в мешки зерно нового урожая, много светлого, яркого и праздничного. Художница утверждает жизнь, радость коллективного труда. Она любуется ловкими движениями колхозниц, их душевным здоровьем и ясным, открытым характером.— Олег Сопоцинский. Советское искусство. Живопись
.
Леонид Владич отмечал большую художественную ценность портретных этюдов и пейзажных зарисовок к картине. Двумя-тремя скупыми линиями, несколькими выразительными штрихами Яблонская изображала бескрайние поля с перспективой, идущей вдаль; убедительны и передают настроение автора поле, где ещё кипит работа, земля, с которой уже собран урожай. Она словно отдыхает после тяжёлого труда. Произведение было задумано и создано художницей как «обобщённый образ радостной, свободной творческой работы». Владич отмечал радостное возбуждение, которое царит на картине. Вся картина, по его словам, озарена радостью, полна яркого солнечного света. Радостное чувство передаётся зрителю и овладевает им. «Стоя перед картиной, понимаешь, что радость эта от сознания честно исполняемого долга перед Отечеством, перед народом», — пишет искусствовед. Глубокая мысль здесь органично соединена с реалистичной художественной формой. «Хлеб», по мнению Владича, — произведение, обращённое одновременно и к мыслям, и к чувствам зрителя. Сочная, пронизанная светом живопись в изображении предметов достигает убедительной материальности. Материально, а вместе с тем широко, свободно, «на одном дыхании», написана, в частности, россыпь пшеницы на переднем плане, которая чистым золотом сверкает под лучами яркого южного солнца. Живописность на полотне уверенно соединена с гибким, уверенным и точным рисунком. Для фигур на переднем плане характерен монументализм. Работая над картиной, Яблонская во многом сознательно ограничила себя, отказываясь от того, что могло бы отвлечь внимание зрителя от основного содержания. Так, она отказалась от возможности ввести в картину живописный украинский пейзаж. Владич отмечал, что далеко не везде живописная форма объёмна. Яблонской ещё не удалось полностью избавиться от плоскостной, декоративной манеры письма. Особенно это чувствуется в изображении фигур и лиц колхозниц на переднем плане.
Советский искусствовед Борис Никифоров сопоставлял «Хлеб» с картиной художника украинского художника XIX века К. А. Трутовского «Белят полотно» (Национальный художественный музей Украины, Киев). Центральные фигуры обоих полотен сходны в своих позах и движениях, однако, по его мнению, для лиричной и поэтичной картины Трутовского характерен налёт этнографизма в изображении бытовой сцены. Героини его картины обособлены друг от друга. Их объединяет не столько психологическое состояние и чувства, сколько общее занятие. В картине же Татьяны Яблонской, по мнению Никифорова, нашёл выражение пафос гражданственности новой социалистической эпохи, она по-другому воспринимает значение труда в жизни человека.
Искусствоведы Лидия Попова и Владимир Цельтнер считали важными особенностями построения картины замкнутость пространства, приближённость фигур первого плана к нижнему краю холста. Картину заполняют человеческие фигуры. Они «разбивают, скрадывают, перекрывают силуэты машин, казавшиеся Яблонской жёсткими». При этом на втором и третьем планах продолжается действие, начавшееся на первом. Попова и Цельтнер считали полотно подобием многопланового скульптурного рельефа, отделяющегося от стены и выходящего в реальное живое пространство. При этом они ссылались на слова самой художницы о центральном персонаже картины: «Мне не хотелось этот образ особенно индивидуализировать, так как я представляла её себе как обобщённый образ современной украинской колхозницы», а также на цветовое и композиционное решение картины. Искусствоведы делали вывод, что Яблонская уходит в картине от конкретного материала и строит «действительно обобщённый образ». С их точки зрения, центральный персонаж картины стал «живым воплощением её идеала». Попова и Цельтнер считали картину одновременно эпической и лиричной, называли картиной-романом и картиной-поэмой, утверждали, что она приобрела значение символа и эмблемы.
Заведующая кафедрой истории изобразительного искусства ГИТИС, кандидат искусствоведения Елена Короткевич выделяла в раннем творчестве художницы две основные линии: монументальные многофигурные работы обобщающего характера, в которых она пыталась создать единство настроения персонажей (к ним она относила «Хлеб»), и небольшие по размеру жанровые полотна из жизни детей.
Елена Короткевич писала, что Яблонская, даже создав работы, являющиеся антиподами «Хлеба», тем не менее очень любила это полотно. Причинами этого она считала большой труд, мастерство, выносливость, которые оно потребовало от художницы, а также отражение в нём «чувства радостной уверенности, праздничного победного подъёма, которые владели миллионами людей, переживших военные тяготы». Гора золотого зерна, улыбающиеся лица колхозниц, солнечный свет, заливающий полотно, соответствовали настроениям эпохи. Короткевич отмечала «эпический характер образа, стремление к масштабности содержания и формы» и противоположность этой картины «мелочности и сентиментальности сюжетов, бытовой заземлённости» некоторых картин послевоенной жанровой живописи, характерных в том числе и для творчества самой Яблонской («Книжка с картинками», 1946; «Простудилась», 1953; «На улицу хочется», 1945). Искусствовед отмечала как положительное явление то, что художнице удалось преодолеть свою привязанность к отдельному факту, к мелочам жизни, подняться до выражения чувств и переживаний, выходящих за пределы личного опыта одного человека.
В качестве недостатков полотна Короткевич выделяла «отдельные моменты в пластической структуре картины, которые сегодня особенно обнаруживают неадекватность замыслу». Их причину исследователь видела в «бессознательном или сознательном» стремлении Яблонской «прежде всего передать эмоциональный подъём, общий настрой а не… конкретный трудовой процесс». На протяжении работы над полотном автор боролась с описательностью, опасаясь впасть в натурализм. Именно поэтому, с точки зрения Короткевич, Яблонская одела колхозниц в одежды, которые уже не носили (просторные белые сорочки, живописные широкие юбки с пёстрой каймой), напоминающие украинский национальный костюм. По мнению Короткевич, в этом угадывается более позднее творчество художницы 1960-х годов.

### Современное российское искусствоведение о картине
Отмечая, что большинство картин Яблонской, как и «Хлеб», посвящены деревне, авторы 12-томного издания «История русской живописи», утверждали: «они праздничны и светлы, в них заметно монументальное, часто — героическое начало». В них преобладают яркие краски, которые вызывают в памяти «щедрую природу Украины». Искусствовед Галина Шубина считает, что картина продолжает традицию крестьянских образов, берущую начало в творчестве Алексея Венецианова, которая в эпоху соцреализма наполнилась «барочным» пафосом фантастического изобилия, чтобы компенсировать реальные трудности первых послевоенных лет.
Современный российский искусствовед Ольга Полянская сравнивала героинь картины «Хлеб» с «весёлыми подругами» из фильма Ивана Пырьева «Богатая невеста» (1937), которые пели о «весёлом, радостном труде» и мечтали прославить своё имя трудовым героизмом. По мнению Полянской, художнице удалось освободить картину «от идеологической нагрузки и нарратива», сосредоточиться на простой и понятной идее — «счастье и радости труда». Искусствовед считала, что Яблонская вложила в полотно личное чувство, опыт и надежды.

### Картина в оценке украинских искусствоведов постсоветского периода
По мнению Марка Дюпети (псевдоним кандидата искусствоведения Остапа Ковальчука), эта картина стала для своего времени программным произведением и образцом украинской реалистической живописи XX столетия.
Чрезвычайно высоко оценивала полотно многотомная «История украинского искусства», вышедшая в первое десятилетие нового столетия в Киеве: «Выдающимся явлением в своё время стало монументальное полотно Т. Яблонской „Хлеб“ (1949), вобравшее в себя главный эмоциональный тонус времени, отразившее трудовой подъём народа, перед которым в первые послевоенные годы открывались новые горизонты жизни и благополучие». Отталкиваясь от этой оценки, молодые украинские учёные кандидат искусствоведения Ольга Коновалова и аспирант Института искусств Киевского университета имени Бориса Гринченко Ирина Ситник в обзоре историографии творчества Яблонской утверждали: «В современных условиях многомерной интерпретации искусствоведов художественной деятельности Татьяны Яблонской существует общий взгляд исследователей прошлого века с мнениями искусствоведов современности. Примером этого является монументальное полотно „Хлеб“, которое вновь и безоговорочно подаётся в оценке 2007 года как „значительное явление своего времени…“. А в 1958 году работа „Хлеб“ — исповедь людей труда, эталон и образец соцреализма».
Современный украинский искусствовед, кандидат искусствоведения Галина Скляренко писала, что во время создания картины крестьяне не имели паспортов, возможности свободного передвижения, были лишены многих гражданских прав, за работу получали низкую оплату в форме трудодней. Яблонская не могла не знать этого, но её восхищала радость труда и красота простого человека. Значительную роль, по мнению искусствоведа, в создании картины сыграл плакат, над которым она работала. Его пафос перешёл в картину: «Он должен был призвать всех, кто его увидит, на колхозные поля… Он должен был стать утверждением красоты труда — не описывать молотьбу, а именно доказывать, что труд прекрасен». Картина, по мнению Скляренко, написана «с эмоциональным подъёмом и присущей ей [художнице] цветовой насыщенностью». Она соответствовала официальным требованиям, иллюстрируя советский миф о счастливом свободном труде в колхозе. Галина Скляренко считала, что «Хлеб» можно назвать одним из самых популярных произведений советского искусства. С её точки зрения, в современном культурном контексте это полотно «наглядно показывает особенности „реализма“ ранних и едва ли не самых известных картин Яблонской, чья „правдивость“ на фоне действительности того времени выступала скорее декоративной».
Размышляя над проблемой, что породило картину «Хлеб» — «откровенная конъюнктура — или же особое „доверие к своему времени“ и „наивность восприятия“», Галина Скляренко ссылалась на записи Яблонской 1990-х годов, в которых она признавала: «Мы жили в страхе», «пристроились», «„Свобода — это осознанная необходимость“. Раз этот страх уже не только „осознанный“, но вошёл уже во плоть и кровь, с молоком матери впитанный, это уже не „страх“, а свобода». Вместе с тем искусствовед делала вывод: характерная для художницы «способность радоваться жизни при любых обстоятельствах и определяла оптику её видения, придавала тому, что она рисовала, искренность и образную убедительность».
Галина Скляренко считала важным для анализа полотна художницы её отзыв на картину Аркадия Пластова «На колхозном току» (1949), которая экспонировалась на выставке рядом с «Хлебом» и была подвергнута критике. Яблонская спустя много лет, сравнивая эти две работы, писала: «На картине Пластова одно ведро с холодной водой и жадно пьющий её потный ездовой в кумачовой рубашке дороже всего моего творчества. Когда смотришь на картину Пластова, горло жжёт от сора, летящего с молотилки, а у меня всё-таки плакат». В 1949 же году, после выставки, в письме художнику Якову Ромасу она так объясняла причины «неудачи» Пластова: «Плохо, что колхоз, где он живёт, плохой, не передовой, падший… Если бы его как-то уговорить поехать на лето в какой-нибудь передовой колхоз-миллионер, он бы такое создал, что мы бы все охнули, он же огромный талант. Он должен увлечься колхозным социализмом на селе».
Украинский искусствовед и куратор выставок Катерина Бадянова писала, что в современных интерпретациях творчества Яблонской акцент делается «на художественной эволюции художницы, которая отошла от характерных для сталинского времени убеждений и обратила внимание на собственно живописные задачи», «отмечаются высокие художественные качества [её работ] и отсутствие идеологической нагрузки… а также то, что художница с искренним личным чувством смогла воплотить „общечеловеческие ценности“ жизни, счастья и творчества». Сама Бадянова считала, что такое восприятие ошибочно, так как искажает «сущностные качества соцреалистической картины». В своей работе «Хлеб», по мнению исследовательницы, Татьяна Яблонская не преодолевает установки и задачи соцреализма. Эта картина сама «является совершенным воплощением постулатов соцреализма». Соцреализм, в понимании Бадяновой, является «сборником правил, опирающимся на основополагающие произведения, произведения-образцы, формирующие его канон». Картина «Хлеб», с точки зрения искусствоведа, «стала тем неконъюнктурным произведением, которое получило официальную санкцию как образцовая реалистичная живописная картина с яркой идеологической выразительностью — которая „передаёт правду жизни“ и является совершенным воплощением типовых образов „советского колхозника / -цы“ и „хлеба“».
Бадянова писала, что на картине «Хлеб» на фоне колоссальных скирд и рассыпанной на токе пшеницы размещены монументальные фигуры работающих колхозниц. Мажорный настрой картины «Хлеб» на фоне внутренне противоречивой реальности сегодня воспринимается искусствоведами либо как «ложное изображение действительности», либо как «спровоцированное наивным взглядом художницы». Сама же Бадянова приводила высказывание Татьяны Яблонской о картине: «Мне, как художнику, очень захотелось как-то воспеть этот труд. Я почувствовала большую ответственность перед этими людьми. Мне захотелось рассказать в картине об этих замечательных людях и о своих новых мыслях и чувствах». По мнению Бадяновой, упоминание Яблонской о своей «ответственности» перед этими людьми, вместе с красноречивым элементом «внезапного смирения перед упорством труда колхозниц», когда художница на холсте, рядом с названием колхоза на мешках с зерном (такая надпись действительно имелась на каждом из них), сначала оставила посвящение изображённым на полотне женщинам, а затем в ходе работы скрыла это посвящение под слоем зерна, — поднимает вопрос смущения художницы перед собственной высокой ролью представительницы работниц в искусстве. Бадянова оценивала это смущение как стремление примирить для себя противоречие, присутствующее в соцреализме: «художник в этой мнимой социальной гармонии равнозначен с реципиентами, однако одновременно остаётся в статусе „творца“, который берёт на себя роль представлять определённое общество или образ общества».
По мнению Катерины Бадяновой, «Хлеб» — «не обнажённая визуальная пропаганда, не сообщение идеологического характера, но целостный, высокого художественного качества образ, который и работает как образ на уровне чувственно-социального, обобщённо восхищает, волнует, возмущает чувства зрителей». Она обращала внимание, что на полотне отсутствуют портреты реальных советских колхозниц, но «запечатлён „сущностный“ образ советской колхозницы, являющийся воплощением идеала: проектной апелляцией к коллективной гармонии целостного человека в рамках нового общества, которое и моделирует социалистический реализм». Бадянова отмечала, что Яблонская развернула лицо главной героини прямо на зрителя, благодаря чему зритель становится соучастником радости коллективного труда. Само название картины, с точки зрения искусствоведа, является «неотъемлемым текстуальным обрамлением», так как слово «хлеб» вызывает литературные и кинематографические ассоциации у зрителей. Бадянова делала вывод: данное «художественное произведение воспроизводит представления, которыми оно и сконструировано».
С точки зрения Бадяновой, Яблонская разделяла ценности, которые были заложены в советский проект и которые она пыталась воплотить в своей картине, поэтому ошибкой станет рассуждать об одностороннем влиянии на неё государственного идеологического аппарата, а индивидуальное творчество рассматривать как свидетельство диссидентского поведения. С другой стороны, нельзя и истолковывать «творчество Яблонской как воплощение реалистического искусства, предмет которого — вневременные общечеловеческие ценности», так как советское искусство находилось в развитии, опираясь на собственные традиции, и на их основе развивало новые художественные формы, а также взаимодействовало с внехудожественными аспектами, среди которых ключевую роль играли политика и идеология. В связи с этим Бадянова призывала не рассматривать картину Яблонской «вне контекста реальной советской истории, только по художественным качествам». Полное освещение данной проблемы должно, с точки зрения исследовательницы, учитывать: «репрессии (которые, в частности, провоцировали феномен самоцензуры), влияние на художественное поле институциональных механизмов, поддерживающих производство и репрезентацию искусства; роль социальных привилегий [Яблонской] как образцовой художницы, члена и функционера привилегированной профессиональной корпорации; меру отождествления эстетического и политического; вопросы нормативных отношений между свободным индивидуальным творчеством и идеологическим принуждением».
14—17 сентября 2016 года в Хмельницком областном художественном музее проходила выставка «Хлеб. Социалистический реализм» (укр. «Хліб. Соціалістичний реалізм»), в рамках семинара Method Fund, целью которого стало рассмотрение способов интерпретации соцреализма как эстетического и культурного явления советской эпохи в современных музеях Украины. Экспозиция временной выставки включала один подготовительный этюд, сделанный Яблонской к картине и хранящийся в местном музее, а также фотографии реальных тружениц, награждённых званием Героя Социалистического Труда, из музея в селе Летава.

## Картина «Хлеб» в преподавании в средней школе и воспитательной работе
Авторы учебного пособия «Литературное чтение. 2 класс. Часть II» предлагают школьникам сопоставить картину Татьяны Яблонской с изучаемыми в курсе литературными произведениями. Картина приведена в качестве иллюстрации в учебнике обществознания под редакцией Леонида Боголюбова для 5-го класса в главе «Труд — основа жизни». Старший научный сотрудник Института развития стратегии образования, кандидат педагогических наук Наталия Городецкая, автор этого раздела в учебнике, сформулировала проблемы для размышлений учащихся над данным полотном: «Смог ли художник отразить отношение людей к труду? Какие чувства испытывают труженики от процесса труда?» Картина также приведена в качестве иллюстративного материала в учебнике «История России. ХХ — начало XXI века. 9 класс».
Писатель, литературовед и историк культуры Владимир Порудоминский посвятил целую главу картине «Хлеб» в своей книге о творчестве Татьяны Яблонской, которая вышла в 1987 году в издательстве «Малыш» и была предназначена для детской аудитории. Он делает акцент на «доброй дружбе» художницы с колхозницами: «Вместе работали, растили детей. Делили поровну беду и радость. Говорили откровенно обо всём, что лежало на сердце. Яблонская научилась видеть мир вокруг — землю, небо, воду, лица людей, кусок хлеба на столе — глазами этих женщин». Поэтому художница для крестьян была «не чужой человек, не городской гость, который смотрит на всё со стороны» (даже в паспорте у художницы значилась запись «Колхозница»).
Порудоминский отмечает, что на картине перед зрителем предстают очень разные люди, непохожие друг на друга, но их объединяет общий дружный труд. Искусствовед подчёркивает особенности представленной на полотне трудовой деятельности. Он цитирует слова художницы: «Трудились колхозницы день и ночь. Всегда чистые, аккуратные, в белоснежных, выглаженных платках — „хустках“, они молотили, веяли, лопатили зерно. И всё это было весело, со звонкими шутками, сверкая улыбками. Я просто была влюблена в них и эту любовь стремилась передать в картине». При этом автор отмечает, что на самом деле на персонажах не рабочая, а праздничная одежда, которую крестьяне и носят-то редко, а на работу тем более в ней не ходят. Причину он видит в том, что Яблонская писала именно «праздник». Даже зерно на своей картине Яблонская изобразила светлее, чем оно на самом деле.

## Картина в филателии и филокартии
В 1967 году вышла почтовая марка «Хлеб» Татьяны Яблонской (№ 3588, цена — 6 копеек) в серии «Государственная Третьяковская галерея», созданной на основе фотографий П. Смолякова и А. Шагина (по другим данным, они выполняли роль художников-оформителей марки). Техника — многоцветная автотипия на мелованной бумаге, перфорации — гребёнчатая, зубцовка — 11 ½ : 12, размер марки — 4,0 × 6,6 см, тираж 3 000 000 экземпляров.
Репродукции картины многократно воспроизводились на почтовых открытках: в 1953 году в Москве (бумага, печать типографская, 10 × 15 см), в 1956 году в Харькове (бумага, цветная автотипия, 10,5 × 14,7 см), в 1965 году в Москве (10,5 × 14,9 см), в 1972 году в Москве (бумага мелованная, высокая многоцветная печать, 10,4 × 14,9 см), в 1975 году снова в Москве, дважды в этом году (мелованная бумага, высокая многоцветная печать, 10,5 × 14,8 см и бумага, печать типографская цветная, 10,5 × 14,9 см, в комплекте открыток репродукционных «Комсомол в изобразительном искусстве» по материалам выставки, экспонированной в мае 1974 года в Государственной Третьяковской галерее к XVII съезду ВЛКСМ), в 1976 году опять в Москве (бумага мелованная, высокая многоцветная печать, 10,6 × 14,9 см) и других.